# Railway of Islamic Republic of Iran
Railway of Islamic Republic of Iran (en persa: شركت راه‌آهن جمهوری اسلامی ایران‎, Rāhāhane Jomhuriye Eslamiye Irān; «Ferrocarriles de la República Islámica de Irán») también conocida por sus siglas RAI o Iran Railways (IR), es la empresa ferroviaria estatal de Irán. Raja Passenger Train Company es un asociado del RAI y administra sus trenes de pasajeros. The Railway Transportation Company es un asociado de RAI, que administra su transporte de carga. El Ministerio de Carreteras y Desarrollo Urbano es la agencia estatal que supervisa la RAI. La red de transporte ferroviario iraní, la mayor de Oriente Medio, transporta anualmente alrededor de 33 millones de toneladas de mercancías y 29 millones de pasajeros, lo que representa el 9% y el 11% de todo el transporte en Irán, respectivamente (2011).